# 漢密爾頓 (明尼蘇達州)
漢密爾頓（英語：Hamilton）是位於美國明尼蘇達州菲爾莫爾縣的一個非建制地區。

## 歷史
漢密爾頓於1855年成立，其郵局於1863年設立，其後於1904年停運。

## 地理
漢密爾頓所處的海拔為高於海平面384米（即1260英呎），而該地所採用的時區為UTC-6，即北美中部時區（CST）。同時該地設有夏令時間，為UTC-6調快一小時，即UTC-5（CDT）。